# NUK (Clown)

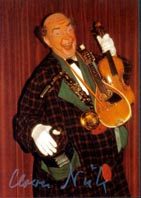
Clown Nuk (1970)

NUK, eigentlich Georg Spillner (* 14. Juli 1908 in Jena; † 1. Mai 1998 in Eichenau bei München) war ein deutscher Musikclown.

## Leben
Georg Spillner war Sohn eines kleinen Textilhändlers. Nach seinem Medizinstudium übernahm er 1932 in Kahla eine Zahnarztpraxis. Im Hammerwerfen wurde er Thüringer Meister. Außerdem spielte er im Orchesterverein Oboe. Von dort aus begann er seine Karriere als Clown.
Erste Erfolge erzielte NUK 1937 im Deutschen Theater in München, das ihn als „Europas größten Clown“ feierte. Sein Markenzeichen waren ein großer, karierter Mantel, in dem sich allerlei Musikinstrumente verbargen, und ein riesiger Koffer. NUK war einer der wenigen großen Clowns seiner Zeit und galt als bedeutendster Musikal-Clown des 20. Jahrhunderts. Er trat bis in die 1980er-Jahre in ganz Europa auf. Im Hamburger Hansa Theater, im Olympia in Paris oder auch im Friedrichstadtpalast Berlin feierte NUK große Erfolge.
NUK war ein stiller Clown; er hatte Albernheiten und dumme Redensarten nicht nötig. Man verglich ihn zeitweise mit dem Schweizer Clown Grock, wenngleich Spillner ihn nie kennenlernte und in seinem Bühnenprogramm durchaus Unvergleichliches, Eigenständiges darbot. Durch seine außergewöhnliche Musikalität – NUK spielte verschiedene Instrumente: Geige, Klarinette, Flöte, Mundharmonika, Konzertina, Mandoline und Saxophon – und sein überragendes komisches Talent gelang es ihm, Tausende seiner Zuschauer in ganz Europa zu begeistern. Über lange Jahre begleitete ihn seine Frau NUKeline am Piano. Er stand mit Josephine Baker, dem Kabarettisten Werner Finck und dem Chansonier Jacques Brel gemeinsam auf der Bühne. 1950 wirkte er neben Carl Raddatz, Inge Meysel und Hannelore Schroth in dem Spielfilm Taxi-Kitty mit. Ein Comeback feierte Clown NUK 1986, als er im Alter von 78 Jahren zu André Hellers Deutschlandtournee Salut für Olga auftrat, wo er der Höhepunkt in dessen Show wurde.
Spillner trat schon während seines Zahnmedizinstudiums als Clown auf.

## Zitate
„In der Literatur, der Oper und Operette gibt es das Klischee, der Clown sei im Privatleben in Wahrheit ein ständig schwermütiger Mensch, der auf der Bühne und nach außen dennoch immer den Spaßmacher spielen müsse. Wie die meisten Vorurteile und Standardmuster hören sie sich zwar gut an, doch haben sie mit der Wirklichkeit des einzelnen selten etwas zu tun – und mit mir überhaupt nichts.“
„Clown zu sein lernt man nicht, man ist einer und wird – wenn man daran arbeitet und es gut geht – ein immer besserer.“
„Ich bin der beste Clown der Welt unter den Zahnärzten – und der beste Zahnarzt unter den Clowns dieser Welt.“

## Ehrungen
- Bundesverdienstkreuz am Bande (7. Januar 1991), für sein soziales Engagement zugunsten ehemaliger Zirkuskünstler[3]

## Filmografie
- 1950: Taxi-Kitty
- 1989: Salut für Olga